# Journal of the Acoustical Society of America
The Journal of the Acoustical Society of America es una revista científica revisada por pares de frecuencia mensual que cubre todos los aspectos de la acústica. Es publicada por la Sociedad Acústica de América y el editor en jefe es James F. Lynch. Según Journal Citation Reports, la revista tiene un factor de impacto en el año 2018 de 1.819.